# 13798 Cecchini
13798 Cecchini (1998 VK33) là một tiểu hành tinh vành đai chính được phát hiện ngày 15 tháng 11 năm 1998 bởi L. Tesi và A. Boattini ở Pian dei Termini.